# Léon Huber
Léon Huber (* 25. Juli 1936 in Zürich; † 27. November 2015 ebenda) war ein Schweizer Nachrichtensprecher.

## Leben
Huber, gelernter Schauspieler, war von 1963 bis zu seiner Pensionierung 1996 Sprecher der Tagesschau des Schweizer Fernsehens. Seine langjährige Tätigkeit und Beliebtheit als Nachrichtensprecher trug ihm den Spitznamen «Mr. Tagesschau» ein. Typisch für ihn waren seine nahezu perfekte Aussprache ohne Versprecher und seine ruhige Art. Léon Huber wurde dabei auch «Meister der minimalen Mimik» genannt.
Während der Tagesschau vom 3. Mai 1981 konnten Demonstranten der linken Szene aus Zürich mit Hilfe von Fernsehmitarbeitern ins Gebäude in Leutschenbach eindringen und stürmten danach – während Huber eine Meldung zum gesundheitlichen Zustand des IRA-Terroristen Bobby Sands verlas – maskiert ins Studio und zeigten ein Transparent mit der Aufschrift «Freedom and Sunshine for Giorgio Bellini». Der Tessiner Politaktivist Giorgio Bellini war im Februar 1981 wegen angeblicher Zusammenarbeit mit dem Terroristen Carlos in Deutschland verhaftet worden.
Im August 1990 streckte Huber ganz kurz vor Beginn der Tagesschau die Zunge heraus, diese Sequenz wurde aber bereits gesendet.
Huber war ab 1968 verheiratet und hatte eine Tochter. Er lebte in Zürich.